# Чадайкин, Василий Иванович
Васи́лий Ива́нович Чада́йкин (3 октября 1924 — 15 сентября 1988) — заместитель командира отделения 1-й резервной заставы 134-го пограничного полка войск НКВД по охране тыла 3-го Украинского фронта, младший сержант. Герой Советского Союза.

## Биография
Родился 3 октября 1924 года в селе Каргашино ныне Зубово-Полянского района Мордовии. Мордвин. Член ВКП(б)/КПСС с 1945 года. Окончил восемь классов средней школы.
В августе 1942 года призван в ряды Красной Армии. В боях Великой Отечественной войны с мая 1943 года.
12 февраля 1945 года заместитель командира отделения 1-й резервной заставы 134-го пограничного полка младший сержант В. И. Чадайкин в ходе боя по уничтожению прорвавшейся из окружения группы противника в районе города Буда блокировал дом, в котором засело около сотни вражеских солдат, уничтожил огнём из ручного пулемёта 53 противников и вынудил остальных сдаться.
Указом Президиума Верховного Совета СССР от 15 мая 1946 года за образцовое выполнение боевых заданий командования и проявленные при этом мужество и героизм младшему сержанту Василию Ивановичу Чадайкину присвоено звание Героя Советского Союза с вручением ордена Ленина и медали «Золотая Звезда».
После окончания Великой Отечественной войны продолжал службу в Пограничных войсках НКВД СССР. В 1952 году окончил Харьковское пограничное училище. Служил заместителем начальника и начальником пограничной заставы. Капитан. С 1962 года капитан В. И. Чадайкин — в запасе.
Жил в городе-герое Новороссийске. Работал в троллейбусном управлении. Скончался 15 сентября 1988 года. Похоронен на городском кладбище на горе Кабахаха (Новороссийск).
Награждён орденом Ленина, орденами Отечественной войны 1-й степени, Красной Звезды, Славы 3-й степени, медалями.